# Scutigera coleoptrata
Scutigera coleoptrata (Linnaeus, 1758), conhecida pelo nome comum de centopeia caseira ou até mesmo sapateira, é uma espécie de artrópode pertencente à classe Chilopoda comum em residências e em edifícios onde seja mantida uma elevada humidade relativa no ar interior. É uma centopeia de coloração cinzento-amarelada, com até 15 pares de pernas. A espécie é insectívora, alimentando-se de outros artrópodes, com destaque para os insectos e os aracnídeos. Tem distribuição natural na Região Mediterrânica, mas assumiu natureza vincadamente sinantrópica, sendo actualmente quase cosmopolita, vivendo geralmente nas habitações humanas e na sua periferia.

## Características
A centopeia caseira nasce como uma larva pálida com oito patas. Enquanto cresce surgem novos pares, até completar um total de 30 membros. As patas mais posteriores auxiliam a dar velocidade para o animal, enquanto as dianteiras controlam a direção de caminhada. O último par permanece suspenso, similar a antenas. No início, pensou-se que isso era um caso de automimiquismo, mas depois descobriram pequenos pelos sensoriais nessas pernas, ou seja, elas funcionam como antenas. 
Cada pata termina em um fim muito segmentado e flexível como uma corda, que o centípede usa como laço para agarrar a sua presa. 
Suas forcípulas são peçonhentas e são usadas na caça, mas centopeias caseiras normalmente não mordem humanos. Elas também são usadas para segurar os próprios membros do animal, enquanto os limpa.